# NHKオンデマンド
NHKオンデマンド（エヌエイチケイ オンデマンド）とは、日本放送協会（NHK）が提供するビデオ・オン・デマンドサービスの愛称である。2008年12月1日からサービス提供が開始された。

## 概要
NHKで放送された番組の一部を、ブロードバンドインターネット接続されたパソコンやテレビで、いつでも視聴できる動画配信サービスである。利用者は利用料金（NHK受信料とは別立てである。詳しくは利用料金を参照されたい）を支払うことにより、希望する番組をいつでも視聴できる。
パソコンで視聴する場合、動画配信にWindows Media形式を採用している関係で、Windows XP以降のオペレーティングシステム（OS）を搭載したパソコン、かつ、ウェブブラウザとして、Internet Explorerと、Windows Media Playerが必須であったが、2010年4月1日正午以降は Adobe Flash Playerをアドオンなどで搭載したウェブブラウザがあれば、Flash Video形式によって、OSを問わずに利用できるようになった。また、インターネットには、ブロードバンドインターネット接続が必要がある。ただし、ISPや回線事業者は問わない。

テレビで視聴する場合、「アクトビラ」「J:COMオンデマンド」「ひかりTV」のいずれかのサービスを契約することにより利用できるようになる。
この場合も、各テレビサービス指定のインターネット・ブロードバンド回線およびISPへの接続が条件となる。
配信される番組は、ニュース・ドラマ・ドキュメンタリー・歌番組・教養番組・趣味実用系番組など多岐にわたる。（詳しくはコンテンツ1本の料金と番組の例を参照）
2013年現在のところ、IPアドレスアクセス判定により、日本国外からサービスを受けることができない。
NHK「オンデマンド室」が担当部署となる。提供に必要な設備等は、渋谷区のNHK放送センターに設置された。
NHKの公式発表によると、オンデマンド会計は会員数の伸び悩みなどから、赤字の状態が続いていた。このため、動画配信対象番組の放送後などに、頻繁に30秒スポット広告を打ち、サービス利用者の拡大を図っていた。当該CMのナレーションには、広報番組『土曜スタジオパーク』レギュラーのビビる大木を起用した。
さらに、配信対象となる番組については、放送終了時に「NHKオンデマンドで配信します ご案内は[d]ボタンで」というテロップ表示もなされている。海外邦人向け日本語テレビ放送のNHKワールド・プレミアムでも、このテロップが表示されることもあるが、先述の通り日本以外の国･地域ではサービスを受けることができない。パソコン用番組表では、放送終了後の「過去の番組」のページで、対象番組にNHKオンデマンドのNODマークを付している。NHK番組たまごの番組は配信されることが多いが、テロップ表示も番組表内のマークも通常つかない。
2010年3月の放送総局長・日向英実の定例記者会見によれば、2010年2月時点のパソコン向けサービスの会員数は約38万2千人、同年2月のビデオビューは約47万7千にのぼる。2009年のパソコン向けとテレビ向け双方のサービスを合わせた事業収入は、約2億1千万円である。なお加入者数や視聴実績は、毎月行われるNHK放送総局長定例記者会見の資料などで、開示される場合がある。
2012年1月に、単月売上が初めて1億円を突破した。
2018年12月に、10周年を迎えた。
2020年3月、NHKは地上波テレビのネット同時配信サービス「NHKプラス」を開始したが、同サービスとの統合については後述の制度上の問題や本サービスの別会計故の赤字解消が最優先課題として挙がっており、一旦見送られている状態であるとしている。
2024年1月、一部のスマートテレビ向けアプリをリリース。テレビ向け配信サービスにも対応した。

## 事業開始までの経緯
テレビ番組の視聴形態が多様になり、また「通信と放送の融合」の動きが加速する中、在京の民放テレビ局は2005年の「第2日本テレビ」を皮切りに、インターネットによる配信を主体とした、「ビデオ・オン・デマンド事業」を次々と開始していった。
NHKとWOWOWは、2005年度中に放送衛星を使うサーバ型放送を開始する予定であったが、周波数の割り当てが受けられる見込みが低くなったため、両社共にインターネットブロードバンド回線を利用したビデオ・オン・デマンドサービスに転換することとなった。しかしNHKは特殊法人であることや、放送法による規制もあって、こうしたビデオ・オン・デマンド事業を「やりたくてもできなかった」状況にあった。
しかし2007年12月の放送法改正に伴い、「営利目的としない」ことと「NHK受信料とは別会計で賄う」ことを条件に、NHKでもこうしたサービスを行えるようになった。
このことから、NHKはオンデマンド事業を2008年12月から開始することを決めた。

## コンテンツ
以下の2つのサービスが実施されている。詳細な配信番組は2008年9月に発表された。
著作権および放送権の関係で、一部の番組は、該当部分に別の画像を被せることによってその映像を映らないようにして音声のみを配信したり、映像と音声もすべて削除したりしている。例えば、近代オリンピック・FIFAワールドカップなどスポーツの試合映像や、インターネットでの配信の了承を得られなかった外部の権利者が保有する映像・写真は該当部分のみ削除して配信されている。配信対象番組であっても番組によっては該当部分の一部削除により配信時間が短縮される回や放送されない回がある。
例として、ジャニーズ事務所は、ジャニー喜多川が存命中の間は肖像権に一番厳しい芸能事務所であり、所属タレントの扱いは、ドラマや、所属タレントをメインとしない音楽番組に配信が限られていたが（井ノ原快彦が司会の『あさイチ』は原則配信されていた）、藤島ジュリー景子が社長に就任して以降、肖像権が緩和されたこともあり、2020年代からはゲスト出演回も含んだバラエティ番組や、所属タレントがメインの音楽番組も配信されるようになった。
NHKでテレビ放送していても海外の放送局から映像を購入したものか、製作委員会名義での制作など、NHKが主たる著作権者ではなく配信権を保有していない番組については、NHKオンデマンドでの配信が無いまたは他社の競合サービスによる配信となる場合がある。事例として、2020年1月6日から総合テレビにて放送している深夜アニメ『映像研には手を出すな!』は、NHKオンデマンドではなく、フジテレビオンデマンドで放送終了1時間15分後の2時から、2022年6月26日からBSプレミアムにて放送しているドラマ『拾われた男』も同チャンネルでの放送終了直後の23時からDisney+のスターブランドにて、それぞれ見放題独占配信している。
画面右上に2020年2月までは「NOD（上段）NHK（下段）」、NHKプラス開始の2020年3月からは「NHK」と書かれたチャンネルロゴ表示が表示されている。NHKロゴのみのウォーターマークは、テレビジョン放送で用いられていないため、事実上テレビ放送との区別がなされている。
2020年3月1日からの地上波テレビのネット同時配信サービス「NHKプラス」開始に伴う一環として、「見逃し番組」と「特選ライブラリー」を統合し、「まるごと見放題パック」に一本化すると共に、民間放送事業者でも見逃し番組配信サービスを無料で視聴者に提供していることを踏まえて、「見逃し番組」についてはオンデマンド非契約者であってもNHKと受信契約をしている世帯であれば、地上2波（総合・Eテレ）にて放送した番組に限り、NHKプラスのサイトにて放送日から一週間視聴可能になった。併せて、ニュース番組や大相撲中継をはじめとするスポーツ中継など、NHKオンデマンドにおける一部番組の配信を終了してNHKプラスに移行させた。
2023年6月までは出演者が不祥事により逮捕された作品については原則として配信停止としていた。しかし、同年に俳優が逮捕されたことを受けて、該当人物が出演していた大河ドラマを含む複数のNHK番組を配信停止にしたため、物議となり、多数の批判が寄せられる事態となった。批判を受けて、NHKは同年7月に「自ら選んで番組を見るという意識が高まっており、作品性を最大限尊重すべきだという結論に至った」として、配信停止となっていた番組を再開するとともに今後は出演者が不祥事により逮捕されても、関連作品は基本的には配信停止にしない方針を明らかにした。
2025年10月から放送法の改正及びNHK ONEのサービス開始に伴い、同年9月29日5時から同日以降に放送された番組については本放送終了時から7日後に配信開始することになった。

### 見逃し番組サービス
NHKで放送したテレビ番組を、7 - 14日間その番組を配信するもの。配信される番組は、ニュース番組とそれ以外の番組に分かれる。

#### ニュース番組
NHKプラス開始前の2020年2月29日まで、以下の4番組を配信していた。
- NHKニュースおはよう日本[注 14]　放送の配信チャネルは総合テレビ他。原則毎日更新。
- 正午のニュース[注 15]　放送の配信チャネルは総合テレビ他。毎日更新。
- NHKニュース7　放送の配信チャネルは総合テレビ他。毎日更新。
- ニュースウオッチ9　放送の配信チャネルは総合テレビ他。放送日のみ更新。

NHKオンラインで提供されているニュース映像サービスがニュース項目単位の映像なのに対し、NHKオンデマンドでは、番組単位で閲覧できる。『ニュースウオッチ9』でのキャスターコメントも原則ノーカットで提供されるほか、オープニング・エンディングも原則ノーカットであり、『ニュースウオッチ9』のエンディングにおける「お別れの映像」も見ることができる。また、主要な場面展開およびニュース項目ごとにキャプションが付加されており、興味のある項目だけを視聴することも可能である。また、2017年3月31日まではNHK BS1（BS1）にて放送していた『BS列島ニュース』も配信していた。

#### それ以外の番組
NHKのテレビ4波の番組から、プライムタイムを中心に1日10～15番組を配信する。全国放送番組のほか、一部の地域番組も含まれている。1番組ごとに購入できるほか、「見逃し見放題パック」で視聴可能な番組に含まれる。レギュラー番組については年度ごとに利用状況などをもとに配信される番組が見直される。
そのうち、本カテゴリーの無料配信番組に関しては、2019年（令和元年）8月26日以降からTVerでもほぼ全てが相互配信されており、配信対象期間は、NHKオンデマンドと同じく14日間である。本サービスとの違いは、コマーシャルを挿入しているだけであり、広告放送を禁止している都合上、配信されているコマーシャルは、配信対象番組の宣伝や、NHKの全国向けイメージCMのみで構成されており、本編の放送中は、一切コマーシャルを挟み込んでいない。ただし、スマートテレビ用TVerアプリでの配信および視聴は、対象外である。
配信番組については基本的にNHKでの放送から早くて当日、遅くても翌日までには公開される。なお、2025年10月からは改正放送法に伴う、インターネット業務の見直しにより、本サービスでの配信公開はNHKでの放送から1週間後になる予定。

### 特選ライブラリーサービス
NHKアーカイブス施設に保存されている番組の中から、大河ドラマや連続テレビ小説、「NHKスペシャル」など反響の大きかった番組を配信する。開始当初は1000本をラインナップし、その後週20本・年1000本をめどに追加されている。

## 利用料金
『NHKオンデマンド』は「通信」の扱いとなり「放送」とは別に、配信に対して許諾をとらなければならない。出演者への出演料が配信ごとにかかることや事業の設備投資が膨大になることから、「受信料」とは別に『NHKオンデマンド』を利用するための料金が必要となっている。『NHKオンデマンド』を利用しない人に対して公平を期すために、オンデマンド事業は、NHK受信料収入からは支出されない。ただし、番組制作費はNHK受信料で賄われ、オンデマンド視聴料には含まれない。
放送法第73条により、本来の放送事業と会計を明確に区分して運営することが義務付けられている。
単品販売　1本100円～300円（税別）
ニュース番組を除く「見逃し番組」と「特選ライブラリー」に適用。番組1本1本に課金する。
パック販売　本数や内容により単品販売よりも15％～25％程度割引
「特選ライブラリー」に適用。シリーズ毎やジャンル別など複数の番組をセットして課金する。
月間見放題　 1カ月900円（税別）、なお2010年1月までは1カ月1,470円 課金は暦月単位。
上記の料金を払うことで、契約期間中はニュース番組を含む「見逃し番組」を自由に視聴できる。ニュース番組はこのプランでのみ視聴できる。

### 支払方法
料金の支払い方法は、直接配信ではクレジットカードによる決済、ならびにYahoo!ウォレットによる口座引き落とし、OCNペイオン、NET CASHによる決済が利用できる。外部の配信事業者からの利用ではそれぞれの決済方法に従う。ただしNET CASHは月間見放題の支払いに使用することはできない。

### 配信される番組と料金の例
「見逃し番組」「特選ライブラリー」ともに基本は1本315円である。ただし、番組によりこれより低廉な価格設定となっている。
また一部の「特選ライブラリー」で配信されている番組（連続ドラマの初回、連続テレビ小説の第1週、NHKスペシャルのシリーズもの初回など）は、視聴・購入促進のために無料で視聴可能になっている場合もある。
| 税別単価         | 300円 | 200円 | 100円                                                                                      |
| テーマ           | ドラマ、ドキュメンタリー、歌番組 など | 30分以内の番組、教養番組、趣味実用系番組 など                                                                             | 10分以内の番組 など                                                                        |
| 見逃し番組       | - NHKスペシャル - クローズアップ現代 - プロフェッショナル 仕事の流儀 - ためしてガッテン - その時歴史が動いた - NHK歌謡コンサート - 着信御礼!ケータイ大喜利 など                              | - 経済最前線 - さわやか自然百景 - さんぷんまる - こだわりライフヨーロッパ - きょうの料理 - きょうの健康 - ペット相談 など | - 連続テレビ小説「だんだん」 - 時論公論                                                    |
| 特選ライブラリー | - 大河ドラマ（過去に放送したもの） - 連続テレビ小説（過去に放送したもの） - NHKスペシャル - NHK特集 - プロジェクトX～挑戦者たち～ - ダーウィンが来た! 〜生きもの新伝説〜 - スポーツ大陸 など | - 新日本紀行 - あの人に会いたい - おじゃる丸 - きょうの料理 - おしゃれ工房 - 趣味の園芸 - 新3か月トピック英会話 など      | - ふだん着の温泉 - みんなのうた - 名曲アルバム - ひとりでできるもん! - まる得マガジン など |

### 2020年3月からの大幅変更
2020年3月のNHKプラス開始に伴う配信内容の変更により、料金体系も全面的に変更された。総合テレビ・Eテレでの放送後1週間以内の番組の単品販売は廃止され、特選ライブラリーと見逃し見放題が統合された「まるごと見放題パック」（1カ月900円・税別）となった。

### NHK受信料との関係
NHK受信料は、放送法によりテレビ受像施設（テレビ受像機能のあるパソコン、ワンセグ受信機能のある携帯電話・AV機器を含む）が設置されて、受像可能な状態に設定されている場合は、支払い義務が発生する。NHKオンデマンドの料金は、これとはまったく別のものであり、衛星契約の有無・受信料の支払いにかかわらず、サービス利用には別途支払いが必要である。

## 配信形態

### パソコン向け
ストリーミング型とダウンロード型の2種類で配信されている。「見逃し番組」はストリーミング型のみ、「特選ライブラリー」は両方で配信されている。いずれもWindows Media Video形式である。
NHKが直接配信するものとは別にGYAO!やU-NEXT、Amazonプライム・ビデオなど、外部の配信事業者を通じて番組が配信されることにもなっている。

### テレビ向け
Googleから販売されているChromecastまたは該当機能が搭載されている内蔵テレビを経由して、NHKオンデマンドの配信映像をテレビに映し出すことが可能となっている。
2024年1月から一部のスマートテレビ向けアプリをリリース。テレビ向けの配信サービスを開始した。なお、サービス開始当初はAndroid TVのみの対応となる。
また、アクトビラの「アクトビラ ビデオ」、ジュピターテレコム（J:COM）の「J:COMオンデマンド」、NTTぷららの「ひかりTV」などを通じて配信される。いずれもハイビジョン画質で提供されており、4K画質で配信している事業者もある。
NHKデータオンラインからもこれらの対応機種からはいることができ、それら限定の映像も配信されている。

## 2010年4月からの変更点
2010年4月1日正午より、パソコン向けサイトで以下の点が改変・開始された。
- 動画視聴にFlash Video形式を採用し、Flash Player 10以降を搭載したインターネットブラウザがあれば、OSを問わずに利用できるようになる。
- 「見逃し番組サービス」の配信期間が10日間から14日間に延長[注 21]。
- サイトのレイアウト構成を変更。
- Flash Playerによる動画インターフェイスの変更、及び利便性向上。
- オートログイン機能の実装。ログイン後14日以内ならパスワードの入力なしで購入した番組を視聴できるようになる[注 22]。
- ビットレートに384kbpsを追加。
- 「見逃し番組サービス」の一部番組で字幕放送同様の字幕表示を行うサービスの試行開始。
- 爆笑問題のニッポンの教養、さわやか自然百景、小さな旅、ここが聞きたい!名医にQの4番組について、『本放送 → 放送翌日から「見逃し番組サービス」で2週間配信 → 「見逃し番組サービス」配信期間終了直後から「特選ライブラリー」で1年間配信』を行う「シームレス配信」サービスを開始。

## イメージキャラクター
2013年度上半期の連続テレビ小説『あまちゃん』に関連し、NHKオンデマンドでは全国各地のご当地アイドルが地域のさまざまな魅力を紹介する「全国あまちゃんマップ」企画を実施。その関連で、オンデマンド視聴者の投票によりランキング上位に位置づけられたアイドルグループを、2014年度にNHKオンデマンドをPRする公式キャラクターに任命した。今後NHKの放送やイベントなどでNHKオンデマンドの宣伝にあたる。
- 全国・東海北陸エリア…OS☆U - 「全国ご当地アイドルランキングバトル」優勝
- 九州沖縄エリア…LinQ - 「全国ご当地アイドルランキングバトル」2位、九州沖縄ブロック首位
- 中国四国エリア…ひめキュンフルーツ缶 - 「全国ご当地アイドルランキングバトル」3位、中国四国ブロック首位
- 北海道東北エリア…りんご娘 - 「全国ご当地アイドルランキングバトル」北海道東北ブロック首位
- 関東甲信越エリア…asfi - 「全国ご当地アイドルランキングバトル」関東甲信越ブロック首位
- 近畿エリア…Le Siana - 「全国ご当地アイドルランキングバトル」近畿ブロック首位

2015年度からは中村アンを起用したCMがBSを中心に放送されている。
2017年度は相楽樹・早咲心結、2018年度は佐久間由衣・吉木りさ、2019年度は清野菜名を起用。